# Förslöv
Förslöv is een plaats in de gemeente Båstad in het Zweedse landschap Skåne en de provincie Skåne län. De plaats heeft een inwoneraantal van 1998 (2005) en een oppervlakte van 177 hectare. Forslöv ligt op het schiereiland Bjäre en wordt omringd door heuvelachtig gebied, landbouwgrond en bos. De plaats Båstad ligt zo'n tien kilometer ten noorden van het dorp.

## Verkeer en vervoer
Bij de plaats loopt de Länsväg 105.
De plaats had vroeger een station aan de nog bestaande spoorlijn Göteborg - Malmö.
Båstad · Förslöv · Torekov · Grevie · Östra Karup · Västra Karup · Rammsjöstrand · Eskilstorp en Hemmeslövs gård · Kattvik · Killebäckstorp · Axelstorp